# Baradanga
Baradanga (nepalski: बरडंगा) – gaun wikas samiti we wschodniej części Nepalu w strefie Kośi w dystrykcie Morang. Według nepalskiego spisu powszechnego z 2001 roku liczył on 1938 gospodarstw domowych i 9768 mieszkańców (4831 kobiet i 4937 mężczyzn).